# Carson Beckett
Carson Beckett és un personatge de ficció de la sèrie Stargate Atlantis. És el cap mèdic de l'expedició, és escocès, i és interpretat per Paul McGillion.

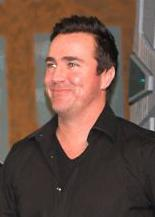
Paul McGillion

## Història
Beckett posseïx i ha descobert el "gen d'activació de tecnologia Antiga" que permet que els sers humans operen tecnologia especialitzada en la base d'Atlantis i al voltant de l'univers, però no li agrada utilitzar-lo perquè l'espanta un poc la tecnologia antiga.
Tampoc li agrada de viatjar a través del Stargate, que considera una "maleïda bogeria" ("bloody insanity") convertir el cos humà en energia per a enviar-lo a milions de quilòmetres a través d'un forat de cuc, no obstant ho fa quan és necessari.
La seua perícia mèdica i el fet de ser el descobridor i posseir el gen dels antics, van determinar que Elizabeth Weir el reclutara per a l'expedició d'Atlantis.
A pesar de ser només un personatge ocasional en la primera temporada, el Dr.Beckett es va convertir gradualment en protagonista, en arribar a la segona temporada. El Dr. Beckett mor en l'episodi Sunday(Diumenge) de la 3a temporada en intentar rebutjar d'una manera segura un tumor explosiu que havia retirat d'un pacient. El seu cos i els seus objectes personals van ser enviats de nou a la Terra, sent el doctor Rodney McKay l'encarregat de comunicar-li a sa mare la mort.

Està confirmat que no serà un personatge regular en la quarta temporada però s'ha dit que hi ha la possibilitat d'aparèixer de nou, i els rumors en Internet asseguren que pot reaparèixer com invitat.
No s'ha explicat de quina forma, però una possibilitat és que ho facen a través d'una línia de temps alternativa, en una altra realitat, com es fera amb la Dra. Fraiser en SG-1 que va reaparèixer d'esta manera després de la seua mort.
Una altra possibilitat és que haja ascendit, però fins al moment tots els ascendits no deixen un cos físic sinó que el seu cos es convertix en energia i també ascendix, per este motiu pareix poc probable que així siga.